# Suldrup-stenen
Suldrup-stenen er en runesten, fundet i 1895 ved Suldrup Kirke. Under arbejdet med udtagelsen og opstillingen af Suldrup-gravstenen blev denne hidtil ukendte sten opdaget "paa Kirkegaarden 10 Al. fra Digets sydlige Mur og 4 Al. fra Vestdigets Mur." Stenen er opstillet på hovedet op ad våbenhusets ydermur.

## Indskrift
| Translitteration | : riuskR : risþi : s(t)... ...R : ufah : bruþur : sin : |
| Transskription   | {riuskR} rēsþi st[ēn] [æfti]R Ūfāg, brōður sinn.        |
| Oversættelse     | riuskR rejste [denne] (sten efter) Ufej, sin broder.    |

Indskriften er ordnet i konturordning begyndende i nederste venstre hjørne og afsluttes med et kort runebånd inden for det første. Stenen er tilhugget, så en del af indskriften øverst i runebåndet mangler. Personnavnet riuskR er ukendt i runestenssammenhæng. Det ret udbredte tilnavn ÓfæigR betyder egl. "den som er bestemt til et langt liv". 